# Абхазька Автономна Республіка
Абха́зька Автоно́мна Респу́бліка (абх. Аҧснытәи Автономтәи Республика, груз. აფხაზეთის ავტონომიური რესპუბლიკა) — автономне утворення у складі Грузії, де-факто перебуває під контролем самопроголошеної Республіки Абхазії, визнаної 5 членами ООН.

## Адміністративний поділ
Абхазька Автономна Республіка поділяється на 5 муніципалітетів та 1 місто республіканського підпорядкування.
Місто республіканського підпорядкування
- Сухумі

Муніципалітети
- Ґаґрський
- Ґальський
- Ґудаутський
- Ґулріпшійський
- Очамчирський

## Голови уряду Абхазької Автономної Республіки
| На посаді                         | Голови уряду       | Світлина | Роки життя                       | Примітки |
| --------------------------------- | ------------------ | -------- | -------------------------------- | -------- |
|                                   |                    |          |                                  |          |
| 11 січня 1990 — 27 вересня 1993   | Жиулі Шартава      |          | 7 березня 1944 — 27 вересня 1993 |          |
| З вересня 1993 — 16 березня 2004  | Тамаз Надарейшвілі |          | 19 липня 1954 — 31 серпня 2004   |          |
| 16 березня 2004 — 30 вересня 2004 | Лондер Цаава       |          |                                  |          |
| 30 вересня 2004 — 24 квітня 2006  | Іраклій Аласанія   |          | 21 грудня 1973—                  |          |
| 24 квітня 2006 — 1 червня 2009    | Малхаз Акішбая     |          | 6 травня 1972—                   |          |
| 11 червня 2009 — 5 квітня 2013    | Ґеорґій Барамія    |          | 25 лютого 1966—                  |          |
| 8 квітня 2013 – 1 травня 2019     | Вахтанґ Колбая     |          | 9 вересня 1952—                  |          |
| З 1 травня 2019                   | Руслан Абашидзе    |          | 29 жовтня 1971—                  |          |